# Селянщинська сільська рада
Селянщинська сільська рада — колишня адміністративно-територіальна одиниця та орган місцевого самоврядування у Кутузівському і Черняхівському районах Волинської округи, Київської й Житомирської областей Української РСР та України з адміністративним центром у с. Селянщина.

## Населені пункти
Сільській раді були підпорядковані населені пункти:
- с. Селянщина
- с. Вишневе
- с. Славів

## Населення
Кількість населення ради станом на 1923 рік становила 1 829 осіб, кількість дворів — 306.
Кількість населення сільської ради станом на 1924 рік становила 1 683 особи.
Відповідно до результатів перепису населення СРСР, кількість населення ради станом на 12 січня 1989 року становила 926 осіб.
Станом на 5 грудня 2001 року, відповідно до перепису населення України, кількість мешканців сільської ради становила 699 осіб.

## Склад ради
Рада складалась з 12 депутатів та голови.

### Керівний склад сільської ради
| ПІБ                        | Основні відомості                                                                                     | Дата обрання | Дата звільнення |
| -------------------------- | --- | ------------ | --------------- |
| Клабан Антоніна Георгіївна | Сільський голова, 1959 року народження, освіта, член Соціал-демократичної партії України (об'єднаної) | 26.03.2006   | 31.10.2010      |
| Подолянко Віра Григорівна  | Сільський голова, 1961 року народження, освіта вища, позапартійна                                     | 31.10.2010   |                 |

Примітка: таблиця складена за даними джерела

## Історія
Створена 1923 року в складі с. Селянщина та колоній Селянський Млинок і Селянщина Кутузівської волості Житомирського повіту Волинської губернії. 24 серпня 1923 року, відповідно до рішення Волинської ГАТК (протокол № 4 «Про зміни границь в межах округів, районів і сільрад»), кол. Селянський Млинок передана до складу новоствореної Березівської сільської ради Кутузівського району Коростенської округи. З 1941 року в підпорядкуванні значилося с. Торчин. Станом на 1 жовтня 1941 року кол. Селянщина не перебувала на обліку населених пунктів.
Станом на 1 вересня 1946 року сільська рада входила до складу Черняхівського району Житомирської області, на обліку в раді перебували села Селянщина й Торчин (згодом — Вишневе).
11 серпня 1954 року, відповідно до указу Президії Верховної ради Української РСР «Про укрупнення сільських рад по Житомирській області», підпорядковано с. Славів ліквідованої Славівської сільської ради Черняхівського району.
На 1 січня 1972 року сільська рада входила до складу Черняхівського району Житомирської області, на обліку в раді перебували села Вишневе, Селянщина та Славів.
Виключена з облікових даних 17 липня 2020 року. Територію та населені пункти ради, відповідно до розпорядження Кабінету Міністрів України № 711-р від 12 червня 2020 року «Про визначення адміністративних центрів та затвердження територій територіальних громад Житомирської області», включено до складу Черняхівської селищної територіальної громади Житомирського району Житомирської області.
Входила до складу Кутузівського (7.03.1923 р.) та Черняхівського (15.09.1925 р.) районів.